# Zanthoxylum ciliatum
Zanthoxylum ciliatum är en vinruteväxtart. Zanthoxylum ciliatum ingår i släktet Zanthoxylum och familjen vinruteväxter.

## Underarter
Arten delas in i följande underarter:
- Z. c. ciliatum
- Z. c. purpusii